# Enel (Colombia)
Enel Colombia hace parte del Grupo Enel, una multinacional del sector energético, con presencia en 31 países.
La empresa llegó a la capital colombiana en octubre de 1997, tras un proceso de capitalización de la Empresa de Energía de Bogotá. Actualmente, Enel Colombia tiene presencia en Colombia, Panamá, Costa Rica y Guatemala.
En 2024 poseía una red de distribución de 77.204 Kilometros de redes eléctricas, que atienden a un total de 3.95 millones de usuarios en Colombia, donde representa el 21,53% de la demanda nacional.

## Historia

### Antecedentes
En 1896 nació la empresa Samper Brush & Cía., la cual inauguró su primera central hidroeléctrica El Charquito en 1900, cerca de Bogotá. Esta planta permitió que se encendieran 6.000 bombillos del servicio de alumbrado en la capital.
Posteriormente, hacia 1904, Samper Brush & Cía. cambió su nombre a Compañía de Energía Eléctrica de Bogotá (CEEB). En 1927, esta empresa se fusionó con la Compañía Nacional de Electricidad, creando las Empresas Unidas de Energía Eléctrica de Bogotá.
Para 1930, Bogotá ya contaba con dos plantas hidráulicas y una térmica: El Charquito, El Salto y la planta térmica, también, en El Charquito.
En 1959, el gobierno local de la capital asumió el control de las Empresas Unidas de Energía Eléctrica de Bogotá y nació la Empresa de Energía Eléctrica de Bogotá. Para ese entonces, la empresa ya tenía las centrales Laguneta y El Colegio.

### Presencia en Colombia
El 23 de octubre de 1997 se transformó la Empresa de Energía de Bogotá (EEB). De esta manera, Enel entró con una participación accionaria del 48,30%, mientras que el 51,3% de las acciones las mantuvo el Grupo Energía Bogotá. Así nació Enel-Codensa para prestar servicio en Bogotá y Cundinamarca.
En el mismo año se constituyó Enel-Emgesa, proceso en el cual Enel adquirió el 48,48% de las acciones y el Grupo Energía Bogotá mantuvo el 51.51% de la participación. Con esta transformación, la EEB se dividió en tres empresas: la EEB, Enel-Emgesa y Enel-Codensa.
En 2004, inició la construcción de la Subestación Chía, para los municipios de Chía, Cajicá, Cota, Tabio y Tenjo. Esta entró en funcionamiento en marzo de 2005 e incluyó el montaje de 21 kilómetros de redes subterráneas.
Para 2006, Enel-Emgesa adquirió los activos de la central Termocartagena. Luego, en 2007, la Superintendencia de Sociedades autorizó la fusión de las empresas generadoras de energía Emgesa y Central Hidroeléctrica de Betania, con lo cual Enel quedó con el 21% de la capacidad de generación de energía instalada en el país.
Finalizando 2007, se adjudicó a Enel el proyecto de construcción de la Central Hidroeléctrica El Quimbo, en el departamento del Huila. Entre 2008 y 2010 se realizaron estudios, trámite de licencias y reuniones con la comunidad. La compañía inició obras en noviembre de 2010.
Cinco años más tarde, para noviembre de 2015, entró en operación la Central Hidroeléctrica El Quimbo, que tuvo una inversión de 1.200 millones de dólares.
Para 2020, la compañía inició el plan Bogotá-Región 2030. Dentro de este plan, en enero de 2021, se inauguró una subestación eléctrica 100% digital.
A mediados de 2021, en Asamblea Extraordinaria de Accionistas del Grupo Energía Bogotá (GEB), se presentó un nuevo Acuerdo Marco de Inversión (AMI) para fusionar cuatro compañías: Emgesa, Codensa, Enel Green Power Colombia y las filiales de Enel Américas.

### Fusión
El 1 de marzo de 2022, la Superintendencia de Sociedades aprobó el proceso la fusión de las empresas Emgesa S.A. ESP, Codensa S.A. ESP, Enel Green Power Colombia S.A.S. ESP y ESSA2 SpA (filiales en Centroamérica) en una única sociedad cuya razón social es Enel Colombia S.A. ESP. De esta manera, se sumaron los activos de la empresa en Colombia, Costa Rica, Panamá y Guatemala.

### Cambio en la dirección
Lucio Rubio, de nacionalidad española, fue el director general de Enel Colombia desde 2008. Estuvo vinculado en Colombia desde 1997 y su periodo finalizó el 31 de marzo de 2023. Su trayectoria profesional le permitió liderar diferentes proyectos de la compañía, desde la generación hasta la comercialización de energía.
A partir del 1 de junio del mismo año Luciano Tommasi, nacido en Italia, asumió el cargo como nuevo director de la Compañía. Ha estado vinculado al Grupo Enel desde 2011 y su rol se ha centrado en la búsqueda de oportunidades, estructuración y ejecución de operaciones de fusión y adquisición en sectores como la movilidad eléctrica, el almacenamiento de energía, la eficiencia energética, la domótica, las ciudades inteligentes, la banda Ultra ancha y los servicios financieros.

## Centrales de generación de energía
Actualmente, están en funcionamiento 33 centrales de generación hidráulicas, térmicas y solares. 

### Centrales hidroeléctricas en Colombia
Centrales en los departamentos de Cundinamarca, Huila y Bolívar.
- Central hidroeléctrica del Guavio
  - Central Guavio: 1.250 MW
  - Central Menor Guavio: 9,9 MW

- Cadena Río Bogotá
  - Central Paraíso: 276 MW
  - Central Guaca: 324 MW
  - Central Charquito: 19,4 MW
  - Central Tequendama: cuatro centrales, cada una de 14,2 MW, con una capacidad total de 56,8
  - Central Salto II: 35 MW
  - Central Limonar: 18 MW
  - Central Laguneta: 18 MW
  - Central Darío Valencia: 150 MW

- Represa del Quimbo
  - Central Quimbo: 396 MW
  - Central Betania: 540 MW

### Centrales térmicas en Colombia
- Martín del Corral
  - Termozipa[48]: 235,5 MW
- Cartagena
  - Termocartagena: 208 MW

### Centrales solares en Colombia
- Parque Fotovoltaico Guayepo: 486 (MW)
- Parque Fotovoltaico La Loma: 187 (MW)
- Parque Fotovoltaico Fundación: 90 (MW)

### Centrales hidroeléctricas en Costa Rica
- Chucas:[49] 50 MW
- Don Pedro: 14 MW
- Río Volcán: 17 MW

### Centrales hidroeléctricas en Guatemala
- El Canadá:[50] 47,4 MW
- Matanzas / San Isidro: 15,6 MW
- Montecristo: 13,4 MW
- Palo Viejo: 87,2 MW

### Centrales hidroeléctricas en Panamá
- Fortuna:[51] 300 MW

### Centrales solares en Panamá
- Esperanza[51]: 26,2 MW
- Estrella Solar: 7,7 MW
- Jaguito: 13,12 MW
- Milton Solar: 10,3 MW
- PV Chiriquí: 12,3 MW
- Sol Real: 10,8 MW
- Sol Real Cluster – Caldera: 4,9 MW
- Sol Real Cluster - Sol de David: 7,6 MW
- Vista Alegre: 8,2 MW

## Distribución de energía
Enel Colombia se encarga de distribuir y comercializar energía en Bogotá y Cundinamarca, donde suma más de 3 millones de clientes, y en los municipios de Tolima, Boyacá, Meta y Caldas. Para ello, cuenta con 72.510 km de redes y cerca de 70 subestaciones de alta tensión.

## Enel X
Enel X, hace parte del Grupo Enel. Ofrece servicios de demand response e infraestructura de carga para buses eléctricos, gestión energética para industrias, soluciones para hogares, infraestructura eléctrica para ciudades y movilidad eléctrica masiva y productos financieros. 
En Colombia, Enel X comenzó a operar en 2018 bajo el liderazgo de Carlos Mario Restrepo Molina y se ha encargado de la construcción de electrolineras, puntos de recarga públicos, sistemas solares fotovoltaicos en grandes empresas, la creación de la tarjeta de crédito fácil, implementación de iluminación navideña y alumbrado público en la capital.

## Controversias
A lo largo de su historia y debido a su actividad productiva, la compañía ha estado en la mira de múltiples controversias asociadas al impacto medioambiental de sus acciones en las regiones. Uno de los casos más representativos, ha sido la situación asociada con la Central Hidroeléctrica El Quimbo, en el Huila, la cual ha recibido mensajes de oposición por parte de habitantes de la zona.

## Fundación Enel Colombia
Se fundó en 2005 para trabajar en función de la sostenibilidad en entornos educativos, locales y de acceso a la electricidad.